# Óscar Alberto García
Óscar Alberto García Fernández (Tegucigalpa, Departamento de Francisco Morazán, Honduras; 16 de mayo de 1990) es un futbolista hondureño. Juega como mediocampista y su actual club es el Vida de la Liga Nacional de Honduras.

## Trayectoria
Comenzó su carrera en las divisiones menores del Olimpia, club con el que ascendió al primer plantel en 2010, pero un año después la directiva merengue decidió cederlo a préstamo al Deportes Savio. Con el cuadro totopostero realizó su debut en la máxima categoría el 14 de agosto de 2011 en el triunfo de 2-0 sobre Vida, en un partido válido por la segunda fecha del Torneo Apertura 2011. El 18 de marzo de 2012 marcó su primer gol profesional en la victoria de 2-1 sobre Necaxa, su anotación llegó al minuto 50 del partido. Durante su primer año jugó 18 partidos y anotó un gol.
Tras el descenso de Deportes Savio en el Torneo Clausura 2014, García permaneció con el club hasta mediados de 2016. Ese año fichó con el Gimnástico de la Liga de Ascenso de Honduras, en donde se mantuvo hasta fines de 2018. El 5 de enero de 2019, Raúl Cáceres anunció su fichaje por el Real de Minas, junto con Roy Posas y Juan Ramón Mejía. Con el club minero tuvo un resurgimiento en su carrera futbolística, convirtiéndose en pieza clave durante el Torneo Clausura 2019 en el que evitaron descender de categoría. Durante su paso por el Real de Minas disputó 52 partidos y marcó seis goles.

### Motagua
El 15 de enero de 2021 fue oficializado como fichaje del Motagua. El 28 de febrero de ese año marcó su primer gol con las águilas azules durante un superclásico contra Olimpia que perdieron por 1-2.

## Clubes
| Club                    | País     | Año           |
| ----------------------- | -------- | ------------- |
| Olimpia                 | Honduras | 2010-2011     |
| Deportes Savio (cedido) | Honduras | 2011-2016     |
| Gimnástico              | Honduras | 2016-2018     |
| Real de Minas           | Honduras | 2019-2020     |
| Motagua                 | Honduras | 2021-2022     |
| Vida                    | Honduras | 2023-Presente |

## Palmarés

### Campeonatos nacionales
| Título          | Club    | País     | Año  |
| --------------- | ------- | -------- | ---- |
| Torneo Clausura | Olimpia | Honduras | 2010 |
| Torneo Clausura | Motagua | Honduras | 2022 |